# Kuffertsjælen
|  | Denne artikel er oprettet af botten PalnaBot ud fra en ekstern database. Den kan derfor have sproglige fejl eller mangler. Denne skabelon kan fjernes efter kontrol af indholdet. |

Kuffertsjælen er en eksperimentalfilm instrueret af Jacob Wellendorf efter manuskript af Jacob Wellendorf.

## Handling
Sjæleskuffe Beskuffenhed Skuffer Skumler Angst Fuglefuge Sjælestok Kuffertsjæl Tanker Ranker Hævn Hævnværk Famlen Forglemt Glimt Ulmen Hænder Nærværk Farlig vending Tæt på... Utætheder Underfladen Under fladen bag ved dybet Sår? Såre enkelt, men såre svært. Ægte råhygge.